# Острая ишемия конечностей
Острая ишемия конечностей (ОИК) — состояние, возникающее при внезапном снижении притока крови к конечности. Классические симптомы включают бледность, болезненность, онемение, неподвижность, отсутствие пульса и похолодание конечности. Хотя в процесс может быть вовлечена любая конечность, чаще всего поражаются ноги. Среди осложнений встречается синдром сдавления.
Наиболее распространённой причиной ОИК является тромбоз, часто возникающий на фоне заболевания периферических артерий (ЗПА). К другим возможным причинам относятся эмболия, диссекция или травма. Факторами риска являются курение, наличие диабета, ожирение, малоподвижный образ жизни, семейный анамнез, высокий уровень холестерина и высокое кровяное давление. Диагноз может быть заподозрен на основании симптомов и подтверждён с помощью КТ-ангиограммы. Хроническая ишемия с угрозой поражения конечностей развивается более постепенно, и хотя пульс может отсутствовать, симптомы наблюдаются более 2 недель.
Лечение обычно заключается в срочном хирургическом вмешательстве, которое может включать хирургическое шунтирование, эндартерэктомию или эмболэктомию. Другим методом лечения может быть катетер-направленный тромболизис. В ожидании операции часто назначаются нефракционированный гепарин и обезболивающие средства. При задержке лечения может потребоваться ампутация. Около 15 % заболевших людей умирают в течение года, часто из-за сопутствующих проблем со здоровьем.
ОИК случается примерно у 15-22 на 100 000 человек в год. Мужчины и женщины подвержены этому заболеванию одинаково часто. Типичный возраст начала заболевания — 75 лет. Впервые успешная операция по устранению острой ишемии конечностей была проведена в 1911 году.